# Drinić

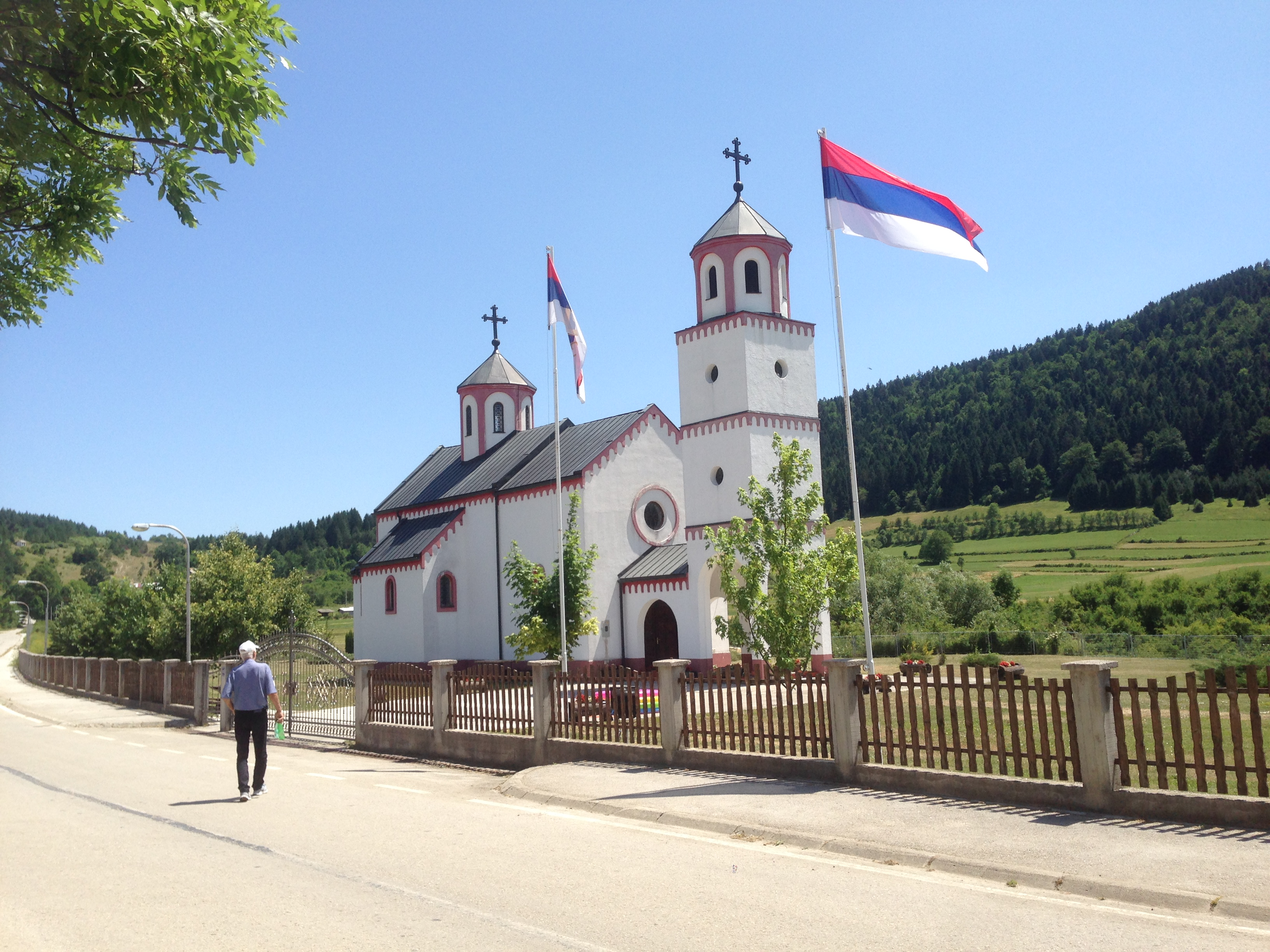
Kirche in Drinić - Crkva Sv. Trojice u Driniću (2017)

Drinić ist der Verwaltungssitz der Opština Petrovac. Laut Zensus 2013 leben 345 Personen in dem Dorf, davon 342 auf dem Gebiet der Republika Srpska. Es erstreckt sich auch zu einem kleinen Teil in die Nachbargemeinde von Bosanski Petrovac, wo 3 seiner Einwohner hausen. Die übergroße Mehrheit der Bewohner sieht sich als Serben, drei rechnen sich anderen Ethnien zu, aber weder Kroaten noch Bosniaken.
Während der II. Weltkriegs erschienen zwischen November 1942 und Februar 1942 20 Ausgaben der Borba hier.

## Belege
1. ↑  http://www.statistika.ba/?show=12&id=20460#link2
2. ↑  http://www.statistika.ba/?show=12&id=11436#link2
3. ↑  Tadić, Jorjo: «Ten years of Yugoslav historiography, 1945-1955», S. 654